# Stanley Long
Pour les articles homonymes, voir Long.
Stanley Long (né le 26 novembre 1933 et mort le 10 septembre 2012) est un scénariste, réalisateur, directeur de la photographie et producteur de cinéma britannique.

## Filmographie partielle
- 1971 : Naughty! (en)
- 1972 : La Vie sexuelle extra-conjugale (en) (Sex and the Other Woman)
- 1974 : Tant qu'il y aura des femmes (en) (On the Game)
- 1976 : Les Aventures érotiques d'un chauffeur de taxi (en) (Adventures of a Taxi Driver)
- 1977 : Un détective trop privé (en) (Adventures of a Private Eye)
- 1978 : Les Piquantes Aventures d'un plombier (en) (Adventures of a Plumber's Mate)